# Горячие головы! Часть вторая
«Горячие головы! Часть вторая» (англ. Hot Shots! Part Deux) — пародийная комедия с участием Чарли Шина, Валерии Голино, Ллойда Бриджеса, Роуэна Аткинсона. Режиссёр — Джим Абрахамс. Продолжение фильма «Горячие головы!».

## Сюжет
Лётчик-ас Топпер Харли покинул службу и живёт в далёком тхеравадинском буддистском монастыре, где находит гармонию внутри себя, для чего ему пришлось сбалансировать свои Инь и ян. Но стране снова нужен герой — и Харли Топпер с неохотой покидает полюбившихся ему монахов, чтобы вернуться на службу. Ему поручается особо важное секретное задание по спасению заложников из преступных рук Саддама Хусейна.

## В ролях
| Актёр           | Роль                          |
| --------------- | ----------------------------- |
| Чарли Шин       | Топпер Харли                  |
| Мартин Шин      | Капитан Уиллард               |
| Бренда Бакки    | Мишель                        |
| Мигель Феррер   | Коммандер Арвид Харбингер     |
| Валерия Голино  | Рамада                        |
| Ллойд Бриджес   | Президент Бенсон              |
| Джерри Халева   | президент Ирака Саддам Хусейн |
| Джералд Окамура | рефери                        |
| Роуэн Аткинсон  | Декстер Хэймэн                |
| Ричард Кренна   | полковник Дентон Уолтерс      |

## Пародируемые фильмы и шоу
В фильме пародируются следующие картины:
- Рэмбо: Первая кровь 2
- Апокалипсис сегодня
- Терминатор 2: Судный день
- Основной инстинкт (фильм)
- Звёздные войны
- Крёстный отец
- Леди и Бродяга
- Без вести пропавшие
- International Gladiators 1
- Кикбоксер
- Лучший стрелок
- Рэмбо 3
- Касабланка
- Нет выхода
- Пушки острова Наварон
- Трудная мишень
- Робин Гуд: Принц воров